# 赤井時家
赤井 時家（あかい ときいえ）は、戦国時代から安土桃山時代にかけての武将。丹波赤井氏の頭領として、氷上郡を中心に丹波国で勢力を誇った国人である。

## 生涯
丹波は明徳の乱以降は管領細川氏の領国であり、波多野氏や赤井氏は、船岡山合戦に勝利し政権を握った管領細川高国や丹波守護代内藤氏の傘下にあった。
しかし、大永7年（1527年）には細川高国に弟・香西元盛を誅殺された波多野元清・柳本賢治兄弟が反乱を起こすと、赤井五郎（忠家）は波多野氏に加勢し、柳本賢治が篭る神尾山城を包囲していた細川尹賢を急襲しこれを敗走させた。その後、阿波の三好政長軍と合流した赤井・波多野・柳本の丹波軍は高国方との戦いに勝利し、入洛を果たした（桂川原の戦い）。 時家の父・忠家は享保2年、57歳で死去とされるが、享禄2年（1529年）の間違いと考えられる。
享禄3年（1530年）に柳本賢治が死去し、一方の細川高国も大物崩れにより敗死すると、阿波国の細川晴元が幕政の主導権を握り、赤井氏はこれに従った。しかし波多野秀忠（元清の子）は高国の弟・細川晴国を奉じて挙兵し、晴元方の内藤氏や赤沢氏は敗れ、晴国による丹波の「一国平均」が成し遂げられた。
この後、波多野秀忠が晴元方に転じ、天文5年（1536年）、細川晴国が摂津国天王寺で自害する。また、波多野秀忠は勢力を拡大し「丹波守護」と呼ばれるに至っている。しかし天文12年（1543年）、今度は細川高国の養子・細川氏綱（尹賢の子）が挙兵し、天文21年（1552年）には三好長慶に奉じられて細川氏当主の地位に就いた。京を追われた細川晴元が波多野元秀（秀忠の子）を頼って丹波に入ると、赤井時家も細川晴元を支援し、三好長慶と対峙することとなった。
天文22年（1553年）、内藤国貞が晴元方との戦いで戦死すると、三好家の重臣で国貞の娘婿である松永長頼が内藤家に入り、内藤宗勝と名を改めた。宗勝は永禄2年（1559年）には波多野元秀からその本拠地・八上城を奪い、波多野秀親や波多野次郎を被官に加えるなどしている。
弘治元年（1555年）、氷上郡の国人も二つに分かれ、細川晴元方の赤井一族と、細川氏綱方の芦田氏・足立氏が氷上郡香良で合戦を行った。この戦いで、時家の子の家清・直正が重傷を負ったものの、芦田氏・足立氏も多くの一族を失い、赤井氏は氷上郡をほぼ完全に支配下においた。 弘治3年（1557年）2月に赤井家清が先の負傷が元で死去し、家清の跡を継いだ子の忠家を叔父の荻野直正が補佐していく。
この後、内藤宗勝が氷上郡に侵攻したとみえ、永禄5年（1562年）から8年（1565年）の間と推定される内藤宗勝書状からは、その時期の黒井城に内藤方が在城していることがわかる。また赤井系図には「内藤某に攻められ播磨国三木に赴く」とあり、この時内藤宗勝により丹波を追われたことを指すと考えられる。しかし時家は丹波へと戻り、永禄7年（1564年）頃には氷上郡と天田郡の境の烏帽子山に築城し、天田・何鹿両郡を掌握した。永禄8年（1565年）には天田郡または何鹿郡で、直正が内藤宗勝を討ち取っている。
しかし、荻野直正の死後の天正7年（1579年）、織田家の重臣明智光秀に黒井城を落とされ赤井氏は没落した。時家は、天正9年（1581年）5月8日、88歳で死去したとされる。